# Kim Christensen (voetballer, 1980)
Kim Christensen (Frederiksværk, 8 mei 1980) is een Deens voetballer, die tegenwoordig uitkomt voor het Deense Akademisk BK. De aanvaller speelde voorheen voor onder andere Hamburger SV en FC Twente.

## Carrière
Christensen maakte zijn profdebuut voor Lyngby FC, waarvoor hij tussen 1998 en 2001 in 64 wedstrijden achttien doelpunten maakte. In deze periode kwam hij tevens uit voor Jong Denemarken, waarvoor hij in negen wedstrijden eenmaal scoorde. In december 2001 wist hij een contract af te dwingen bij het Duitse Hamburger SV. Christensen wist daar echter geen vaste basisplaats te veroveren en verhuisde in de zomer van 2003 naar FC Twente uit Nederland.
Bij Twente kwam hij wel tot spelen. In twee seizoenen kwam Christensen tot 53 eredivisiewedstrijden en tien doelpunten. Na de winterstop van 2005 werd hij tijdelijk uit de A-selectie verbannen, omdat hij volgens trainer Rini Coolen met overgewicht zou kampen. In maart van dat jaar keerde hij terug in de hoofdmacht van de Tukkers. Nadat zijn contract in juli 2005 afliep, vertrok hij naar Brøndby IF. Een seizoen later tekende hij een contract bij Odense BK. Weer een jaar later, in augustus 2007, verhuisde hij naar het Engelse Barnsley FC, dat uitkomt in de Football League Championship. Christensen kwam in dertien invalbeurten tot één doelpunt. In juni 2008 werd zijn contract ontbonden. Hij tekende vervolgens bij FC Midtjylland in Denemarken. In 2010 vertrok hij naar tweedeklasser Akademisk BK.